# ГКПП Прешево-Табановце
ГКПП Прешево – Табановци е граничен контролно-пропускателен пункт между Сърбия и Северна Македония.
Името му идва от граничните селища Прешево и Табановци. Разположен е на края на сръбската магистрала A1 и на началото на македонската М1, както и на европейския път Е75, който е свързан със Западна и Южна Европа.